# علم البيئة التطبيقية
علم البيئة التطبيقي هو مجال فرعي ضمن البيئة وتعتبر التطبيق في علم البيئة الى العالم الحقيقي( عادة ما تكون الإدارة ). ويوصف أيضا بالجمال العلمي وتركز على تطبيق المفاهيم والنظريات والنماذج او طرائق علم البيئة الأساسية على المشكلات البيئية.

## الفكرة
علم البيئة التطبيقية هي معالجة متكاملة لجوانب البيئية والاجتماعية والتكنلوجيا الحيوية للمحافظة على الموارد الطبيعية وادارتها. عادةً تركز علم البيئة التطبيقي على الجيومرفولوجية (اشكال الأرض) والتربة والمجموعات النباتية كأساس لإدارة الحياة النباتية والبرية (لكلا من الألعاب وغير الألعاب).
وتتضمن علم البيئة التطبيقي جميع التخصصات المتعلقة بأنشطة الانسان بحيث لا تشمل الزراعة والغابات ومصائد الأسماك فقط ولكن أيضا تغير المناخ  العالمي. لديها فئتين من الدراسة. الفئة الأولى تتضمن الإنتاج او تلك المجلات التي تمثل استخدام وإدارة البيئة, ولاسيما لخدمات النظم الايكولوجية والموارد القابلة للاستغلال. والفئة الثانية تتضمن المساهمات او تلك التي تهتم بإدارة الاستراتيجيات او التأثيرات البشرية على النظام البيئي او التنوع البيولوجي( التنوع الحيوي).
غالبا ما يرتبط الانضباط او النظام بالإدارة البيئية على اعتبار ان الإدارة الفعالة للنظم البيئية الطبيعية تعتمد على المعارف الايكولوجية (المعارف البيئية). وغالباً ما يستخدم النهج الايكولوجي لحل مشاكل أجزاء محددة من البيئة, والتي يمكن ان تشمل مقارنة الخيارات الممكنة (مثل افضل خيارات الإدارة).
زاد التركيز بشكل اكبر على دور العلوم التطبيقية في الإنتاج الزراعي حيث تتغدي التقلبات في الإنتاج الغذائي العالمي على الأسعار واتاحتها للمستهلكين.

## المناهج
غالبًا ما يستخدمون علماء البيئة واحداً أو أكثر من الأساليب التطبيقية التالية للملاحظة والتجربة، يمكن على سبيل المثال لمشروع الحفاظ على الحياة البرية أن يتضمن: دراسات قائمة على الحياة البرية البيئية وهي تجارب لفهم الروابط السببية وتطبيق النماذج لتحديد المعلومات بعيداً عن نطاق التجارب.لنهج البيئي المستخدم في علم البيئة يمكن أن يشمل مدخلات من استراتيجيات الإدارة مثل حماية الأحياء (بيولوجيا الحفظ). وايكولوجيا الترميم وتغير المناخ العالمي وعلم السموم البيئية والرصد البيولوجي (الرصد الحيوي) والتنوع البيولوجي وسياسات البيئة والاقتصاد ضمن أمور أخرى. تعد ايكولوجيا الترميم استراتيجية بارزة على نحو خاص لأنها تنطبق على مبادئ استرداد وإصلاح النظم البيئية المتضررة إلى الحالة الأصلية. مثل تلك المستخدمة في النظرية البيئية التي تستخدم العديد من مجلات مناهج الانضباط تستند إلى نماذج إحصائية وتحليلية بسيطة (مثل النماذج المكانية) يوجد أيضًا النماذج الإحصائية والتحليلية (مثل النماذج المصفوفة) كما يوجد أيضًا نموذج محاكاة الحاسب الرقمي التي صممت لحل مشاكل البيئة الإحصائية ولتحقيق أهداف الاقتصاد الحيوي مثل التوقعات وتقييم عواقب أنشطة معينة. تتطلب أيضًا البيئة التطبيقية الاهتمام البشري وخاصةً ممارسة الأحكام المتعلقة بالقيم والأهداف النسبية.

## التطبيقات
يمكن تطبيق علم البيئة التطبيقي على عملية التنمية الاقتصادي، على سبيل المثال يمكن دمج نظام الاقتصاد الوطني لمعالجة اهتمام البيئة بشكل شامل لهذه المشكلات ذات طبيعة مشتركة بين القطاعات ومتعددة التخصصات في الطبيعة. تشمل جوانب علم البيئة التطبيقي على ما يلي:
- إدارة النظم الايكولوجي الزراعي
- حفظ التنوع البيولوجي
- التكنولوجيا الحيوية
- علم الحفظ الحيوي
- إدارة الاضطرابات
- استعادة النظام الايكولوجي
- الهندسة البيئية
- التكنولوجيا البيئية
- إدارة الموائل
- إدارة الأنواع الغازية
- استخدام المناظر الطبيعية (بما في ذلك التخطيط الإنمائي)
- إدارة المناطق المحمية
- إدارة المراعي
- ايكولوجيا الترميم
- إدارة الحياة البرية (بما في ذلك اللعبة)

تشمل المجالات الرئيسية في هذا المجال على ما يلي :
مجلة الدراسات البيئية التطبيقية
- التطبيقات البيئية
- علم البيئة التطبيقي والبحوث البيئية

تشمل المنظمات ذات الصلة على ما يلي :
- الجمعية البيئية الامريكية (الأمريكيين)
- جمعية الإصلاح البيئي(عالمية)
- معهد البيئة التطبيقية (الولايات المتحدة الامريكية)
- الوكالة الكازاخستانية للبيئة التطبيقية
- معهد اكو  (معهد البيئة التطبيقية)(في المانيا )

## الفهرس
- سكيلي، ديفيد ك. فريندبيرغ، إل. كيلوها (٢٣ أيار ٢٠١٢). "علم البيئة التطبيقية". رقم دوي 10.1093/OBO/9780199830060-0039 , رقم ردمك 978-0-19-983006-0.
- جي، لوبتشينكو. (23 كانون الثاني 1998). " دخول قرن البيئة: عقد اجتماعي جديد للعلوم". علوم. 279 (5350): 491-497. رقم دوي: 10.1126 / العلوم .279.5350.491.70.
- كالدويل ، لينتون ك. (أغسطس 1966). مشاكل الإيكولوجيا التطبيقية: التصورات والمؤسسات والطرق والأدوات التشغيلية. علم الأحياء. 16 (8): 524-527.رقم دوي: 10.2307 / 1293702. جستور 1293702.
- هوبز ، ريتشارد جيه ؛ هاليت ، لورين م. إيرليش ، بول ر. موني ، هارولد أ. (يونيو 2011). "بيئة التدخل: تطبيق العلوم البيئية في القرن الحادي والعشرين". علم الأحياء. 61 (6): 442-450. رقم دوي:10.1525/.2011.61.6.6. اس 2 سي اي دي12367177.
- موسوعة علوم النبات التطبيقية. 2017.رقم ردمك 978-0-12-394808-3.
- فروز ، ج. فروزوفا ، ي (2022). علم البيئة التطبيقي. سبرنق الدولية للنشر. رقم دوي:10.1007 / 978-3-030-83225-4.رقم ردمك 978-3-030-83224-7. اس2 سي اي دي245009867.

## وصلات خارجية
- وسائط مرتبطة بعلم البيئة التطبيقي في مجتمع ويكيميديا.